# Axylus castaneus
Axylus castaneus är en insektsart som beskrevs av Carl Stål 1877. Axylus castaneus ingår i släktet Axylus och familjen vårtbitare. Inga underarter finns listade i Catalogue of Life.